# Ernst von Bernuth (Jurist, 1779)
Ernst Friedrich Heinrich August von Bernuth (* 4. September 1779 in Hamm; † 3. Februar 1847 ebenda) war ein deutscher Jurist.

## Leben
Ernst von Bernuth war der Sohn von Jakob Christian von Bernuth, Kriegs- und Steuerrat an der Kriegs- und Domänenkammer in Hamm und dessen Ehefrau Clara Gerstmann (1747–1818), eine Tochter des praktischen Arztes Barthold Florian Gerstmann. Seine Geschwister waren:
- Wilhelm (1768–1828), Kriegs- und Steuerrat an der Kriegs- und Domänenkammer in Hamm;
- Johann Ludwig (1770–1857), preußischer Wirklicher Geheimer Oberfinanzrat ⚭ Wilhelmine Gräfin von Platen-Hallermund (1778–1827), eine Tochter des Reichsgrafen Philipp August von Platen Hallermund (1748–1831), Oberforstmeister in Ansbach, ihr Bruder war der Dichter August von Platen-Hallermünde;
- Friedrich (1772–1862), preußischer Oberstleutnant;
- Karl (1774–1843), Regierungsrat und Präsident des Oberlandesgerichts Münster ⚭ Luise Freiin von der Recke (1787–1862) aus dem Hause Uentrop, Eltern des Politikers August von Bernuth und des Generalmajors Fritz von Bernuth;
- August (1782–1857), preußischer Staatsrat ⚭ Dorothee Jochmus (1780–1865).

Er besuchte das Gymnasium Hammonense und erhielt zu Ostern 1798 sein Abitur. Im Oktober 1798 begann er ein Studium der Rechtswissenschaften in Erlangen. 1807 war er Justizdirektor in Münster und von 1815 bis 1839 war er dort auch als Stadt- und Landgerichtsdirektor tätig. 1839 war er Oberlandesgerichtsrat beim Oberlandesgericht Hamm.
Ernst von Bernuth war verheiratet mit Louise Henriette von Bernuth (1787–1813), einer Tochter des Friedrich von Bernuth (1757–1832), der von 1816 bis 1825 Regierungspräsident in Arnsberg war.